# Nicolás de la Torre Muñoz
Nicolás de la Torre Muñoz (1589 - 4 de julho de 1653) foi um prelado católico romano que serviu como bispo de Santiago de Cuba (1649–1653).

## Biografia
Nicolás de la Torre Muñoz nasceu no México em 1589. A 13 de setembro de 1649, foi nomeado Bispo de Santiago de Cuba durante o papado do Papa Inocêncio X. A 19 de fevereiro de 1651, foi consagrado bispo por Miguel de Poblete Casasola, arcebispo de Manila, auxiliado pelo padre Pedro de Barrientos Lomelin. Serviu como Bispo de Santiago de Cuba até à sua morte a 4 de julho de 1653. Enquanto padre, ajudou na consagração de Diego de Guevara y Estrada, Arcebispo de Santo Domingo (1642).